# 박명규
박명규(1960년 5월 23일~)는 대한민국의 CBS기독교방송 아나운서이다.
2020년 6월 30일, CBS 생활을 마치고 정년퇴임하였다

## 출연작

### CBS기독교방송
- CBS 아침종합뉴스
- 박명규의 싱싱경제
- CBS 낮 종합뉴스
- 주말 뉴스쇼 박명규입니다
- 이명희 박명규의 8585 퀴즈쇼
- 내 마음의 한 노래
- 박명규의 아름다운 당신에게

## 경력
- 1995년 부산 MBC 아나운서 입사
- 1995~2002 부산 MBC 아나운서
- 2003~2020 CBS 기독교방송 라디오국 아나운서
- 2020년 CBS 기독교방송 라디오국 아나운서 정년퇴임